# Duitsland op het Eurovisiesongfestival 2001
Duitsland deed mee aan het Eurovisiesongfestival 2001 in Kopenhagen. Het was de 45ste deelname van het land op het Eurovisiesongfestival.

## Selectieprocedure
Net zoals het voorbije jaar koos men ook deze keer weer voor een nationale finale.
Deze werd gehouden op 2 maart 2001 in Preussag Arena in Hannover en werd gepresenteerd door Axel Bulthaupt.
Twaalf artiesten namen deel aan deze finale en de winnaar werd bepaald door televoting.

| Volgorde | Lied                     | Artiest                                      | Televoting ronde 1 | Plaats ronde 1 | Televoting ronde 2 | Plaats ronde 2 |
| -------- | ------------------------ | -------------------------------------------- | ------------------ | -------------- | ------------------ | -------------- |
| 1        | "A song for our friends" | German Tenors                                | ?                  | 4th            | -                  | -              |
| 2        | "Teilt Freud und Leid"   | Münchener Zwietracht feat. Rudolph Moshammer | 2.3%               | 10th           | -                  | -              |
| 3        | "Set me free"            | Soultans                                     | ?                  | 8th            | -                  | -              |
| 4        | "Wer Liebe lebt"         | Michelle                                     | 22.2%              | 1st            | 36.6%              | 1st            |
| 5        | "Techno Rocker"          | Balloon                                      | 2.8%               | 9th            | -                  | -              |
| 6        | "Träumen und hoffen"     | Tagträumer                                   | ?                  | 7th            | -                  | -              |
| 7        | "Ich weiß es nicht"      | Illegal 2001                                 | ?                  | 5th            | -                  | -              |
| 8        | "Power of trust"         | Lesley, Joy & Brigitte                       | 22.1%              | 2nd            | 34.7%              | 2nd            |
| 9        | "Einer für alle"         | Zlatko                                       | 3.7%               | 6th            | -                  | -              |
| 10       | "Better life"            | Wolf Maahn                                   | ?                  | 12th           | -                  | -              |
| 11       | "Playing on my mind"     | Kevin                                        | ?                  | 11th           | -                  | -              |
| 12       | "Happy birthday party"   | Lou & Band                                   | 18%                | 3rd            | 28.7%              | 3rd            |

## In Kopenhagen
In de finale van het Eurovisiesongfestival 2001 moest Duitsland optreden als 19de, net na Polen en voor Estland. Op het einde van de stemming bleek dat ze op een 8ste plaats geëindigd waren met 66 punten.
Nederland had 1 punt over voor deze inzending en België deed niet mee in 2001.

### Gekregen punten
| 12 punten | 10 punten            | 8 punten              | 7 punten              | 6 punten                                                |
| --------- | -------------------- | --------------------- | --------------------- | ------------------------------------------------------- |
|           | - Portugal - Spanje  | - Rusland             |                       | - Frankrijk - Ierland                                   |
| 5 punten  | 4 punten             | 3 punten              | 2 punten              | 1 punt                                                  |
| - Malta   | - Denemarken - Polen | - Noorwegen - Turkije | - Verenigd Koninkrijk | - Estland - Griekenland - Kroatië - Letland - Nederland |

### Gegeven punten
Punten gegeven in de finale:
| 12 punten | Denemarken          |
| 10 punten | Estland             |
| 8 punten  | Griekenland         |
| 7 punten  | Turkije             |
| 6 punten  | Frankrijk           |
| 5 punten  | Polen               |
| 4 punten  | Slovenië            |
| 3 punten  | Kroatië             |
| 2 punten  | Verenigd Koninkrijk |
| 1 punt    | Malta               |

1956 · 1957 · 1958 · 1959 · 1960 · 1961 · 1962 · 1963 · 1964 · 1965 · 1966 · 1967 · 1968 · 1969 · 1970 · 1971 · 1972 · 1973 · 1974 · 1975 · 1976 · 1977 · 1978 · 1979 · 1980 · 1981 · 1982 · 1983 · 1984 · 1985 · 1986 · 1987 · 1988 · 1989 · 1990 · 1991 · 1992 · 1993 · 1994 · 1995 · 1996 · 1997 · 1998 · 1999 · 2000 · 2001 · 2002 · 2003 · 2004 · 2005 · 2006 · 2007 · 2008 · 2009 · 2010 · 2011 · 2012 · 2013 · 2014 · 2015 · 2016 · 2017 · 2018 · 2019 · 2020 · 2021 · 2022 · 2023 · 2024 · 2025